# 大井神社 (島田市)

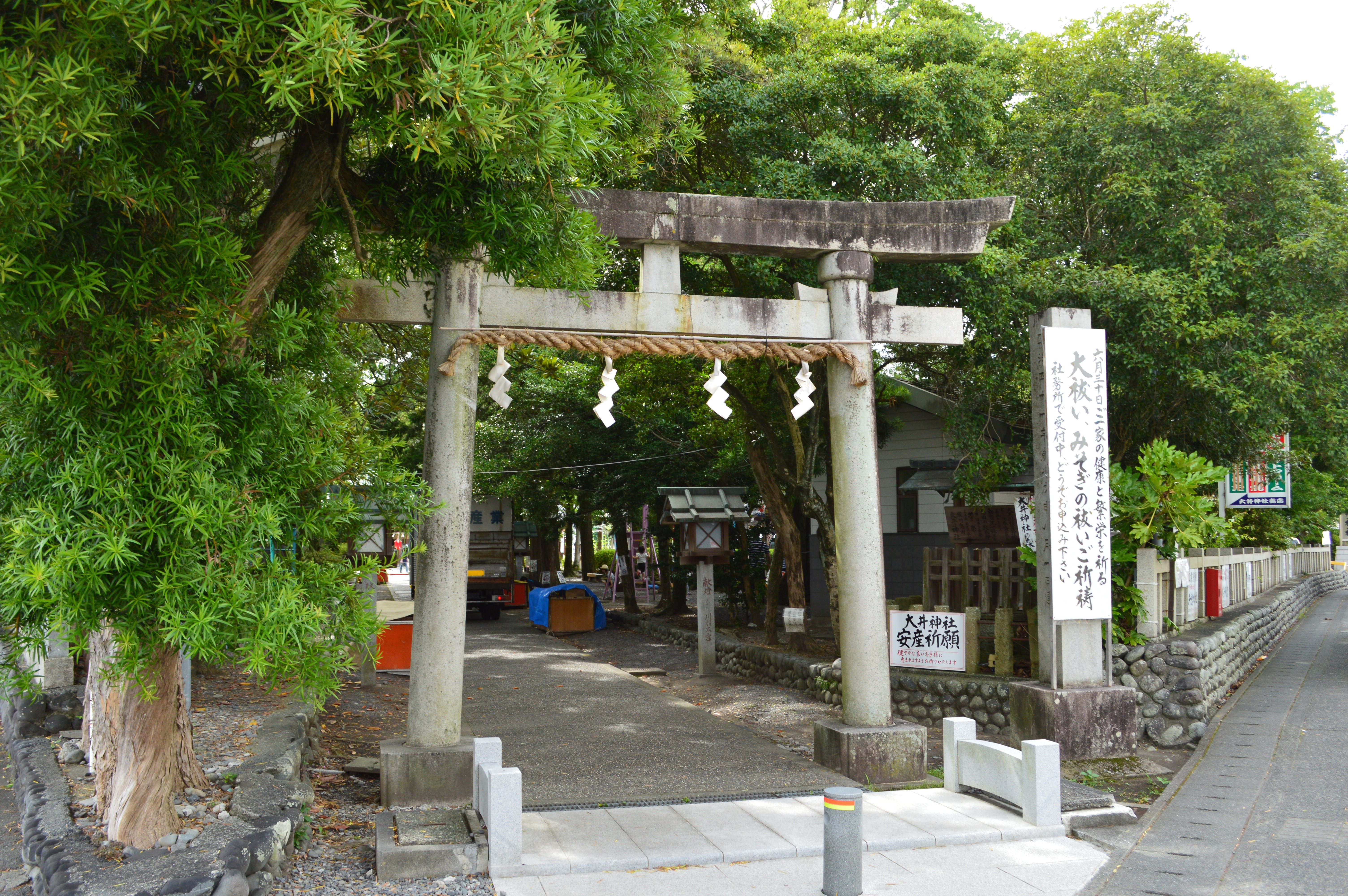
正面鳥居

大井神社（おおいじんじゃ）は、静岡県島田市大井町にある神社。国史見在社、旧社格は県社で、現在は神社本庁の別表神社。
大井川の神霊を祀る神社で、3年に1度行う島田大祭（帯祭り）で知られる。

## 祭神
祭神は次の3柱。
- 弥都波能売神 （みづはのめのかみ） - 水の神。
- 波邇夜須比売神 （はにやすひめのかみ） - 土の神。
- 天照皇大神 （あまてらすすめおおみかみ） - 日の神。

文献上で「大井神」と見られるように、大井川の神格化が始まりとされる。上記の人格神3神はいずれも後世に祭神とされたものであるが、特に水神である弥都波能売神に大井川の神格化の名残りが指摘される。

## 歴史

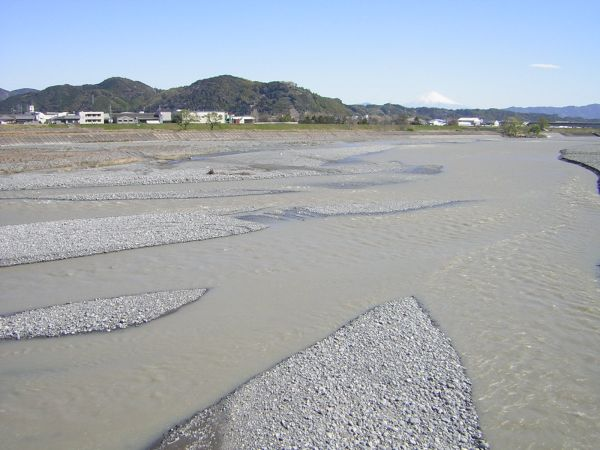
大井川（古代の祭祀対象）

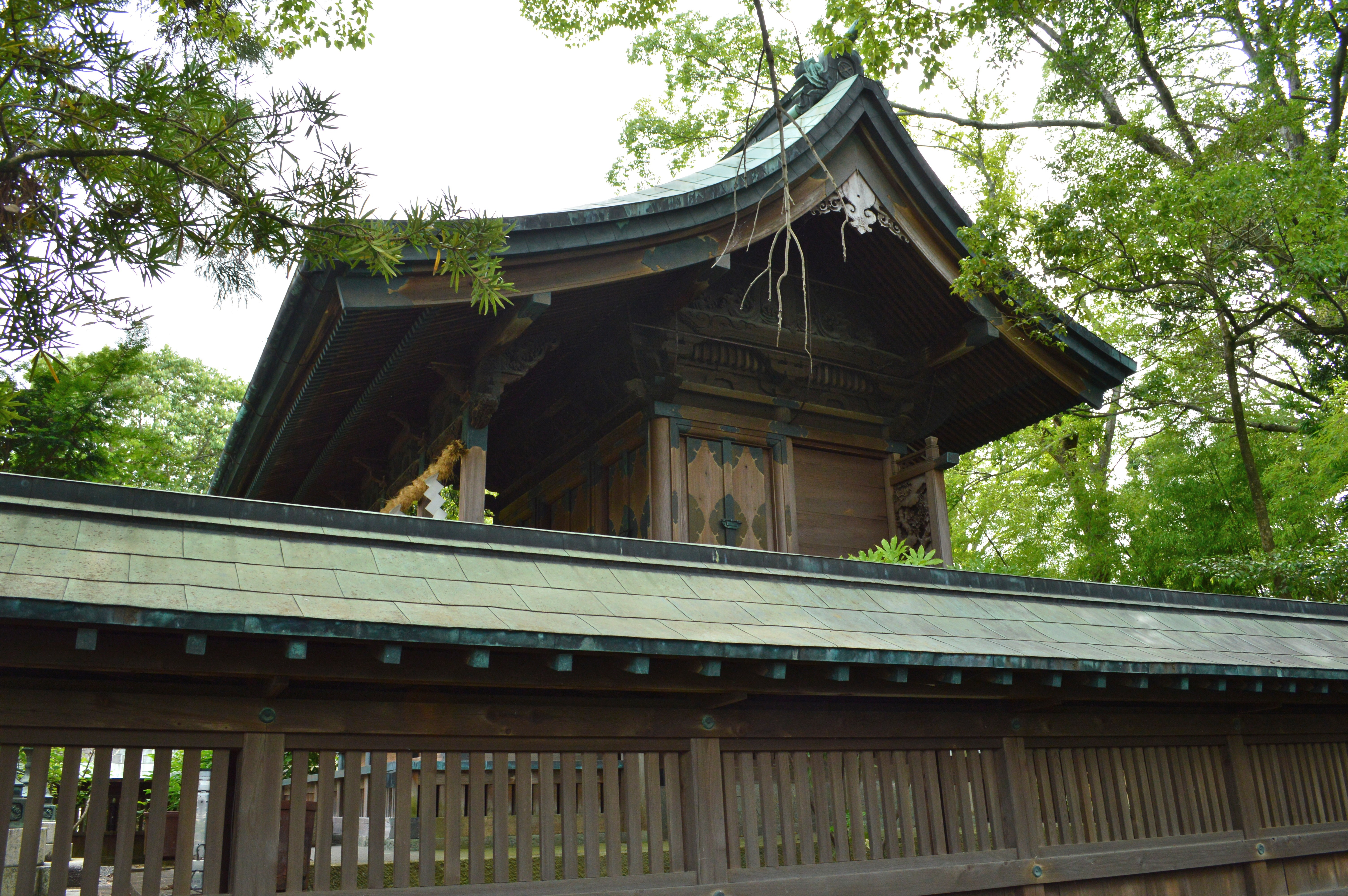
本殿

### 概史
創建は不詳。国史では、貞観7年（865年）に駿河国の「大井神」の神階が従五位下に昇叙された旨の記事がある。しかし『延喜式』神名帳には記載がないため、いわゆる国史見在社にあたる（神名帳では志太郡条が欠落する）。また『駿河国内神名帳』では、志太郡に「大井天神」の神名で正五位下の神階を有する旨とともに記載されている。
大井神社では流着伝説が残されており、元は大井川上流の谷畠村の大沢（現・榛原郡川根本町）に祀られていたが、建治2年（1276年）の洪水で流されて島田に漂着し、以後は島田の下島（現在の御旅所の地）に祀られるようになったという。この元宮伝承地である大沢地区では、現在までに「大井神社旧社跡」碑が建てられている（ただし元宮伝承地は大沢地区の他にも数ヶ所ある）。大井川は農耕に欠かせない一方で洪水も繰り返したことから、流域では大井川に対する信仰が深く、「大井神社」が50社以上も分布することが知られる。当社はそれらの中で中心的な存在になる。
江戸時代、慶長9年（1604年）には大井川の堤防決壊により野田村の御手水ヶ谷に一時遷座したが、元和元年（1615年）に下島に戻った。さらに元禄2年（1689年）には、島田宿の発展に伴い現在地に遷座している。
社領としては、今川氏真から若干の朱印地が寄せられたほか、徳川氏の時に除地5畝9歩があったという。
明治維新後、明治8年（1875年）に近代社格制度において郷社に列し、明治41年（1908年）に県社に昇格した。戦後、昭和41年（1966年）に神社本庁の別表神社に加えられた。

### 神階
- 六国史時代における神階奉叙の記録
  - 貞観7年（865年）12月21日、正六位上から従五位下 （『日本三代実録』） - 表記は「大井神」。
- 六国史以後
  - 正五位下 （『駿河国内神名帳』） - 表記は「大井天神」。

## 摂末社
境内には次の5社が鎮座する。
- 大井天満宮
  - 祭神：菅原道真
  - 例祭：10月25日
- 春日神社
  - 祭神：健御賀豆智命、伊波比主命ほか9柱
  - 例祭：6月上旬
- 大井恵比寿神社
  - 祭神：大国主命、事代主命
  - 例祭：11月19日
- 祓戸神社
  - 祭神：祓戸四神
  - 例祭：5月5日
- 静霊神社
  - 祭神：島田市出身の国事殉難者1950余柱
  - 例祭：4月15日

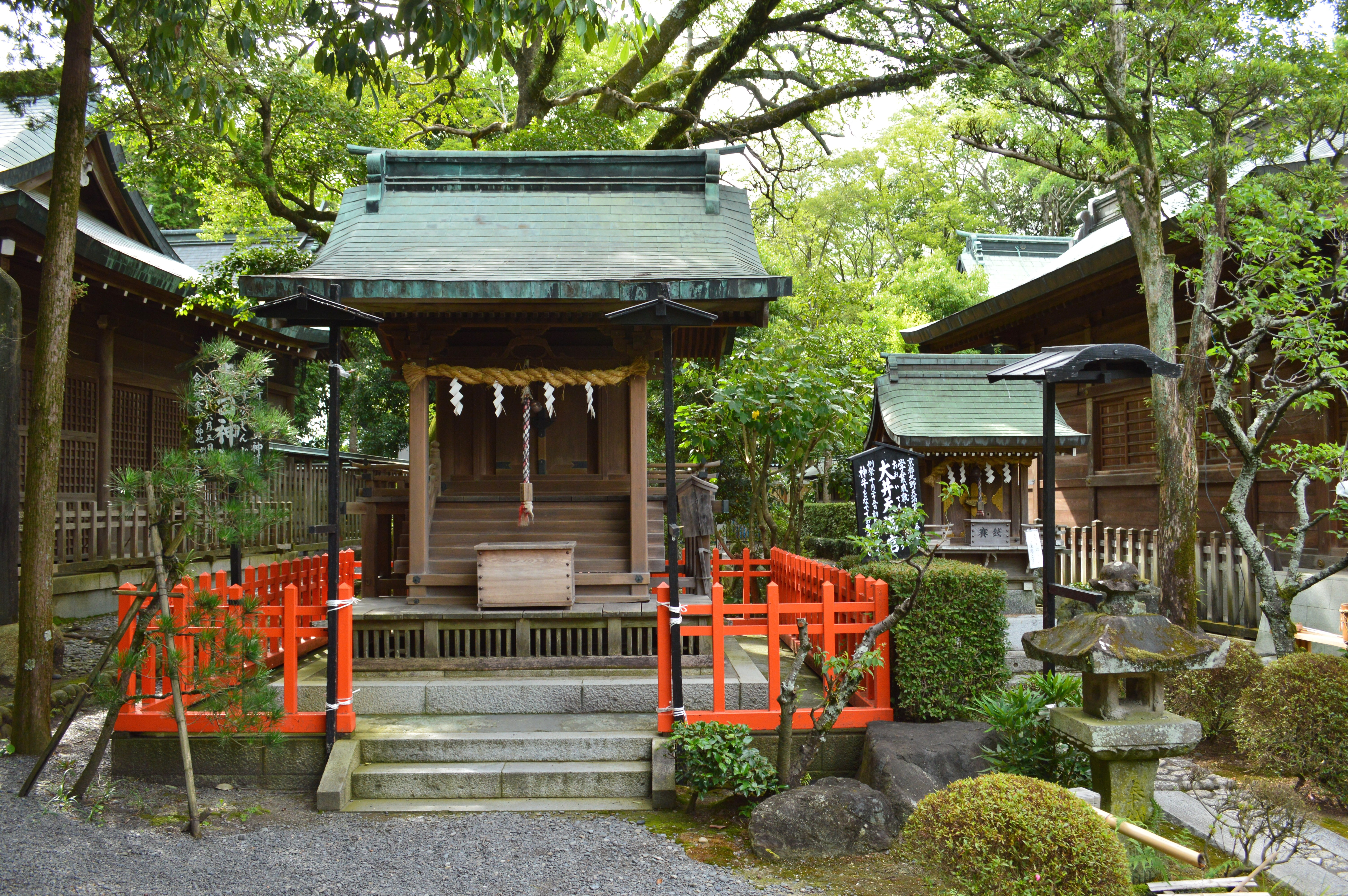
大井天満宮（右）と春日神社（左）
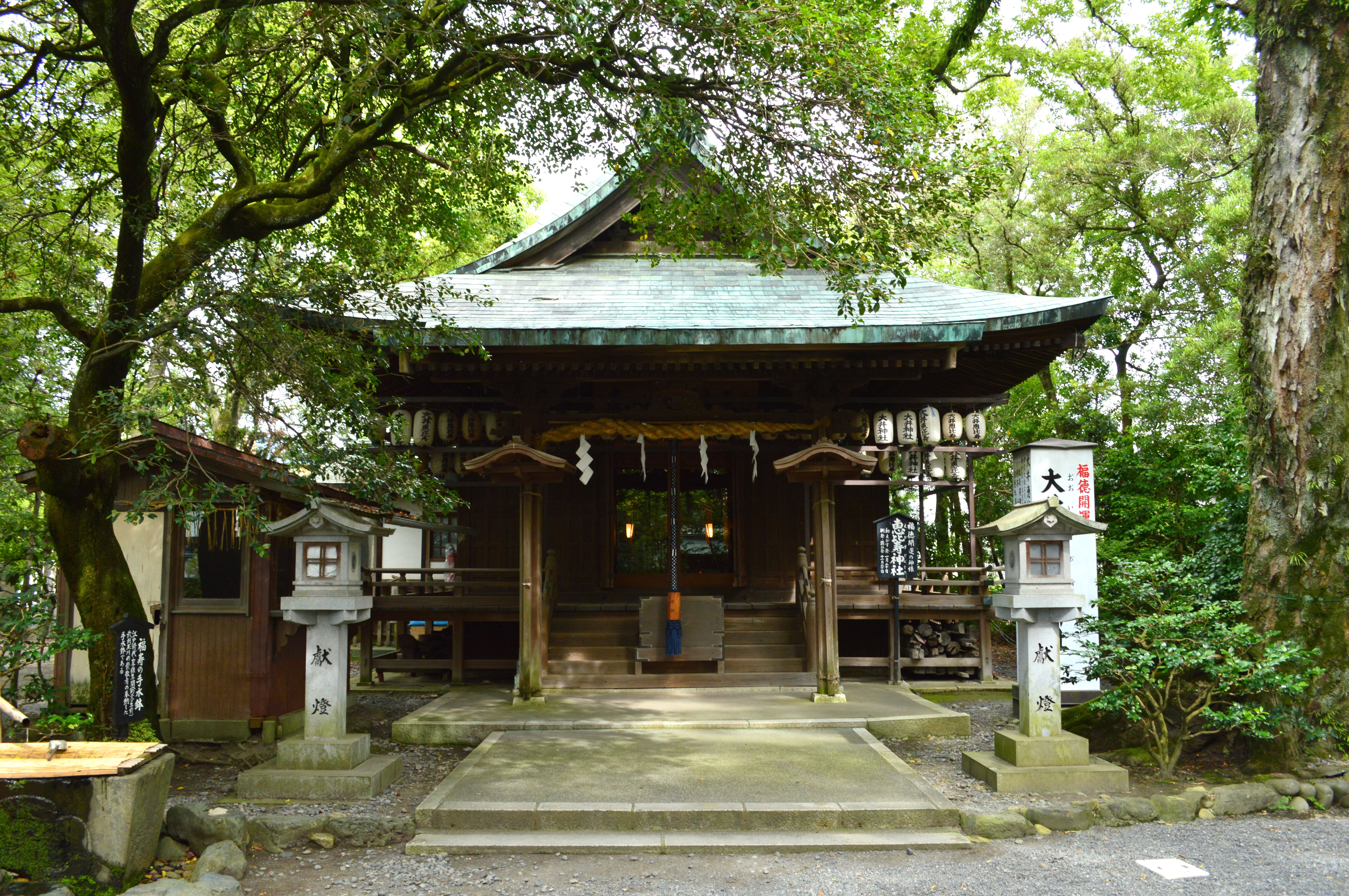
大井恵比寿神社
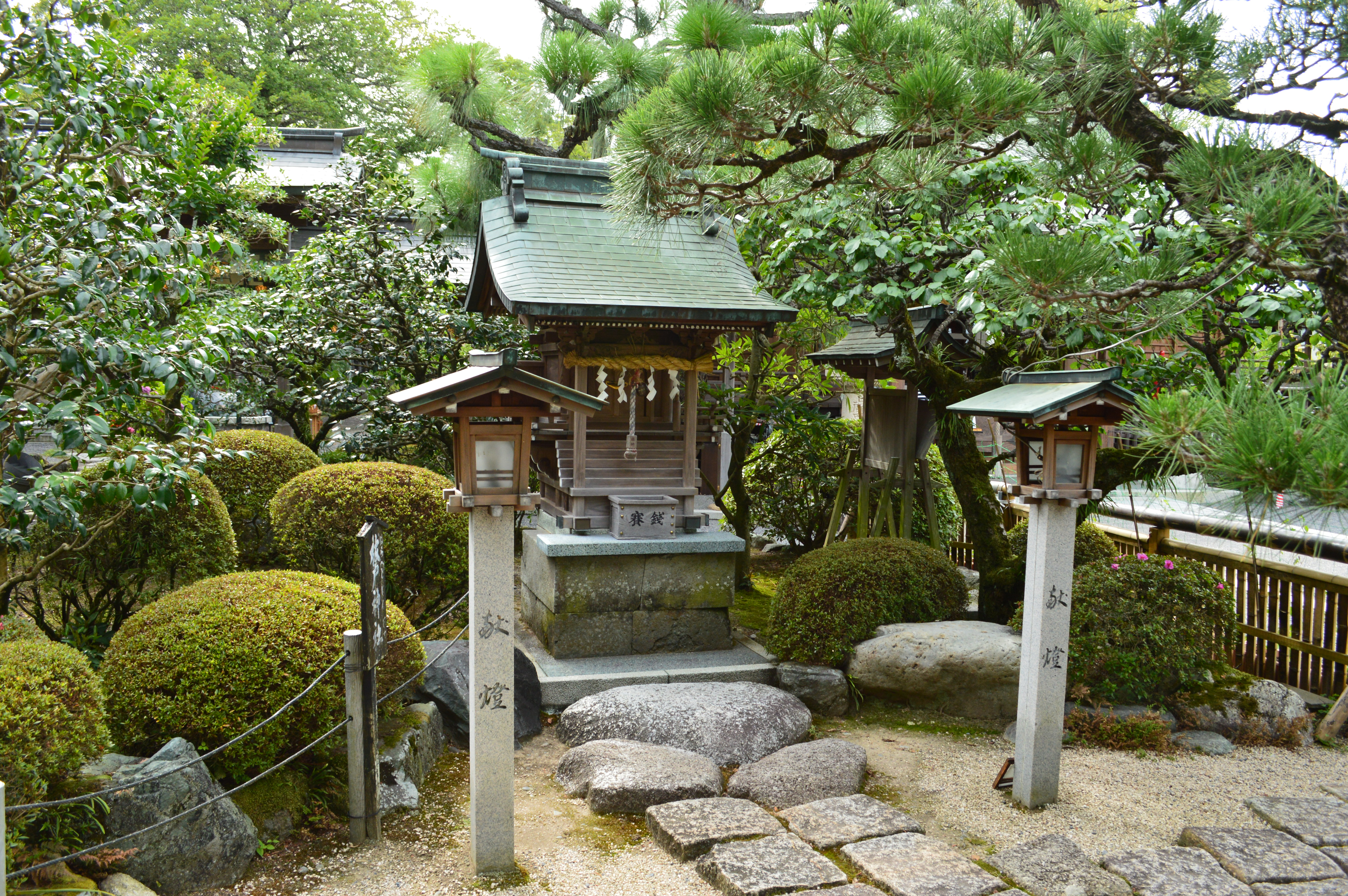
祓戸神社
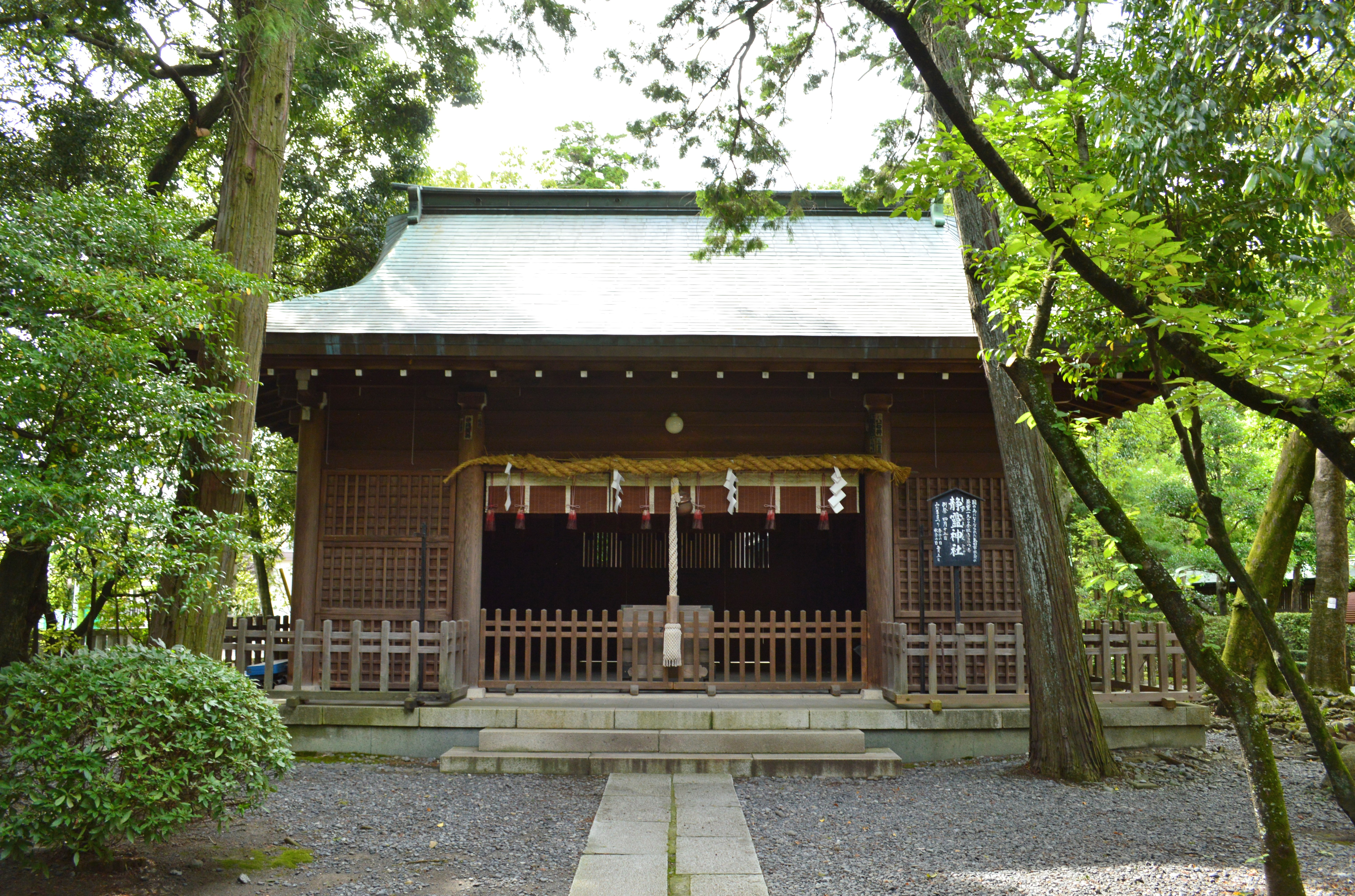
静霊神社

## 祭事

### 年間祭事
大井神社で年間に行われる主な祭事の一覧。
- 歳旦祭 （1月1日）
- 節分祭 （2月3日）
- 雛人形焼納祭 （4月7日）
- 春日神社例祭 （6月5日）
- みそぎの祓い （6月30日）
- 夏祭り、七夕祭り （8月1日）
- 例祭 （10月15日）
- 恵比寿神社例祭、恵比寿講社祭 （11月19日）
- 鎮火祭 （12月1日）

### 島田大祭
大井神社の祭は島田大祭（帯まつり）と称される。元禄8年（1695年）に始まると伝えられ、現在は3年に1度（寅年・巳年・申年・亥年）の10月中旬の3日間に行われる。
帯祭りでは、特に最終日の神輿渡御神事の際の大名行列が知られる。この行列は元禄絵巻さながらのもので、大奴が安産祈願の帯を木太刀に下げて練り歩く（「帯祭り」の由来）ほか、疫病退散を願う鹿島踊り、子供が長唄に合わせて歌舞伎踊りを披露する屋台等が付く。祭りの間、島田市の中心部は7つの街（がい）に分けられ、1-5街では屋台を中心とした長唄祭り、6街では鹿島踊り、7街では大名行列と大奴の練り歩きを行う。
『年中行事辞典』は山梨県富士吉田市の吉田の火祭、島田大祭、愛知県稲沢市の国府宮はだか祭を「日本三奇祭」としている。また大名行列「島田帯祭の大名行列」として、鹿島踊りは「島田鹿島踊」としてそれぞれ静岡県指定無形民俗文化財に指定されている。

## 文化財

### 静岡県指定文化財
- 無形民俗文化財
  - 島田鹿島踊 - 大井神社ほか。1957年（昭和32年）5月13日指定[9]。
  - 島田帯祭の大名行列 - 大井神社ほか。1996年（平成8年）3月12日指定[8]。

## 現地情報
所在地
- 静岡県島田市大井町2316

交通アクセス
- 鉄道：東海旅客鉄道（JR東海）東海道本線 島田駅 （徒歩約5分）

周辺
- 島田宿大井川川越遺跡 - 国の史跡。
- 蓬萊橋